# Periquito-santo
Periquito-d'uropígio-verde, tuim-santo ou periquito-santo (nome científico: Forpus passerinus) é uma espécie de ave pertencente à família Psittacidae. É um dos sete representantes do gênero Forpus. É considerada a menor espécie de periquito encontrada no Brasil, além disso é o psitacídeo de menor estatura a serem encontrados em todo o continente americano. O periquito-santo pode ser encontrado em regiões de até 500 metros de altitude. Apresentam dimorfismo sexual.

## Família
A família de psitacídeos são formadas por aves que possuem o cérebro bem desenvolvido, dando a elas características de seres inteligentes e engraçados. Além disso, possuem  capacidade de reproduzir os sons que escutam, inclusive palavras. Existem várias espécies dentro da família dos psitacídeos. Os psitacídeos apresentam como descrição geral os bicos altos e curvos, a sua uma mandíbula superior não está totalmente fixada ao seu crânio, o que é comum em outras aves. Também são consideradas maiores quando comparadas com a sua mandíbula inferior. Sua língua é carnuda, e com isso possuem uma maior sensibilidade para sentir o sabor do alimentos ingeridos. Suas pernas possuem os ossos dos tarsos curtos e de quatros dedos, sendo dois deles virados para frente e dois virados para trás, tornando-os  perfeitos para que possam segurar em diversos ramos e também seus alimentos, o qual serão levados diretamente dos dedos para o bico. Essa família possui um pó que se acumula na sua pelugem do dorso, fazendo com que a sua plumagem permaneça sempre muito limpa 

## Características
O periquito-santo em específico possui entre 12 e 13 centímetros de comprimento e pesa entre  20 e 28 gramas. Sendo a menor espécie de periquitos e papagaios encontrados no Brasil e também são os psitacídeos de menor estatura a serem encontrados no continente americano.
Forpus deriva do grego phoreö = possuir; e pous = pé; do (latim) passerinus = refere se  ao pardal Passer domesticus, semelhante ao pardal, pois o periquito-santo apresenta o pé semelhante aos pés do pardal.

## Distribuição geográfica
A espécie é distribuída em Aruba, Guianas, norte do Brasil, norte da Venezuela, Guiana, Ilhas Cayman, no nordeste da Colômbia, Curaçao, Suriname, Trinidad e Tobago e Guiana Francesa.

## Habitat
Eles podem ser encontrados em áreas semi-abertas, floresta de galeria, terra, bordas da floresta, e áreas desflorestadas em toda sua escala, como nas florestas secas, cultivos e culturas de até 500 metros de altitude. Vivem em bandos apresentando uma média de 100 indivíduos em cada. Executam migrações latitudinais ao longo do ano.

## Reprodução
O periquito-santo nidifica nos ninhos abandonados de outras aves como a do pica-pau e em outros buracos como o ninho de cupins arborícolas, ou em cavidades de postes de madeira. A sua época de reprodução ocorre de maio (ou junho) a novembro que é a época de estações que apresentam mais chuvas.
A fêmea coloca uma média de 7 ovos, de coloração branca, durante um  período de 9 a 16 dias. A incubação geralmente se inicia quando a fêmea coloca o seu primeiro ovo. A eclosão dos ovos começa de 18 as 22 dias depois do período de início da incubação. Depois que o ovos eclodirem, os filhotes de pássaros passam 5 semanas aproximadamente para que saiam as penas.

## Dimorfismo sexual
O seu bico é claro e pequeno, a diferença entre os sexos se dá pela região do uropígio verde-brilhante. Nos machos, apresentam-se as asas com uma franja azul-turquesa seguida por outra azul-esverdeada, com a parte ventral com a cor mais clara do que a cor dorsal, já a sua cauda possui a cor da borda amarela. Já a fêmea possui a região do uropígio na coloração amarelo-esverdeada e não apresentam a cor azul nas asas, pois esta é característica dos indivíduos do sexo masculino.

## Alimentação
A alimentação do periquito-santo é baseada em frutas de sementes, além de gramíneas. Por serem aves comumente criadas em gaiola, a sua alimentação quando em cativeiro  pode ser baseadas em rações e também em comer frutas; mas é importante saber qual é a fruta permitida a fim de que não tenha nenhum problema como intoxicações, por exemplo.
Por isso, é fundamental consultar um médico veterinário especializado para que ele possa sanar todas as dúvidas sobre alimentação do animal.

## Comportamento
Por serem animais silvestres é da natureza desses bichos voarem pelo meio das matas. Então, quando são domesticados isso muda, e pode ser um pouco entediante para eles ficarem presos em gaiolas. Por isso, é importante sempre manter um contato com eles é para que não fiquem triste, sendo necessário muito carinho e atenção, além de ser importante que se ofereça brinquedos a eles.
Por ser uma ave que pode comumente ser criada em gaiola, quando em cativeiro apresentam comportamento dócil e lúdico. Apesar disso, podem ser possessivos com pessoas e com brinquedos. Já na natureza podem ser vista em grandes números, em locais de descanso ao amanhecer e ao anoitecer. Eles formam laços fortes e pares, com isso raramente trocam de parceiros. Apesar disso, só se reproduzem com o mesmo indivíduos por 1–2 temporadas.

## Estado de conservação
Existe um baixo grau de ameaça de extinção, apesar de que no Brasil é criado comumente com uma ave de gaiola. O periquito-santo aparece na lista vermelha da Bahia, mas ainda é considerado uma espécie com o grau de pouca ameaça.

## Subespécies
Forpus passerinus passerinus: encontrado nas Guianas. Também conhecida como subespécie nomear. O macho é verde com um verde mais brilhante na testa e nas bochechas, na parte de baixo do corpo e atrás do pescoço. Parte inferior das costas, garupa e cauda superior são verde-esmeralda brilhante. O lado inferior das asas e a borda da asa são azuis. As fêmeas são iguais às dos machos, mas sem qualquer azul. Eles podem ter colorações mais amareladas na testa.
Forpus passerinus viridissimus: encontrado no norte da Venezuela, Trinidad e Tobago. Também conhecido como papagaio verde venezuelano. Como Forpus passerinus passerinus, mas o macho tem marcas azuis mais pálidas. A plumagem verde em machos e fêmeas varia significativamente com base em que região eles são.
Forpus passerinus deliciosus: encontrado na baixa Bacia Amazônica no Brasil. Também conhecido como papagaio-delicado. O macho tem um anseio verde esmeralda com coloração azulada. A fêmea tem mais amarelo por toda parte e uma área facial amarela mais profunda.
Forpus passerinus cyanochlorus: encontrado em Roraima, no Brasil. Como Forpus passerinus passerinus, mas as penas da cauda da fêmea são mais verdes na parte inferior. Também tem mais amarelo por toda parte e uma testa verde.
Forpus passerinus cyanophanes: encontrado nas áreas ao redor do norte da Colômbia. Também conhecido como papagaio Rio Hacha. Como Forpus passerinus passerinus, as marcas de asa azuis masculinas são mais violetas, e mostram mais azul quando a asa está fechada do que nas outras subespécies.

## Pesquisas relacionadas
Desde 1985, o ecologista americano Steve Beissinger vem estudando as condições de vida e o comportamento dos animais em uma colônia de papagaios-periquito-de-cauda-verde (periquito-santo) na Venezuela. Este estudo de longo prazo rendeu pistas sobre a ecológica e evolutiva fundo de aprendizado por imitação de papagaios: Portanto, obter jovens papagaios de seus pais, o padrão específico da espécie da comunicação intra-específica, mas estes variam individualmente e podem variar ainda mais que a vida, de modo que cada animal sua Chamadas de contato 'próprias' podem ser desenvolvidas e reconhecidas individualmente por todos os outros coespecíficos.